# Franz Eduard Farwerck
Franz Eduard Farwerck (Amsterdam, 4 maart 1889 – Hilversum, 22 mei 1969), ook Frans Farwerck, was een Nederlands nationaalsocialist.
Farwerck, zoon van een Duitse vader en een Nederlandse moeder, bezocht de driejarige HBS en de Openbare Handelsschool te Amsterdam. Hij voltooide zijn handelsopleiding in Duitsland, Engeland en Frankrijk. Hij was een welvarend tapijtenfabrikant te Hilversum, met als nevenfuncties onder meer: president-commissaris van het Hilversums Bankierskantoor alsmede van Glasfabriek 'Leerdam'. Ook was hij een van de stichters van het Goois Museum. In 1928 stond hij mede aan de wieg van de Rotary Club van Hilversum, waarvan hij de eerste penningmeester was. In deze kring ontmoette hij de latere NSB-redenaar dominee Gerrit van Duyl. Vanaf 1918 tot 1934 was Farwerck broeder-lid van de vrijmetselarij, waar hij de functie van grootmeester van de Nationale Raad van de Nederlandse federatie Le Droit Humain uitoefende.
Nadat hij rond 1933 lid van de Nationaal-Socialistische Beweging (NSB) was geworden, behoorde hij in de daaropvolgende jaren tot de invloedrijkste adviseurs van Anton Mussert, de leider van de NSB. In die periode bekleedde hij diverse functies bij de NSB, waarvan de belangrijkste die van propagandaleider was. Hij toonde zich een rustige, efficiënte en toegewijde propagandaleider. In die beginjaren was hij na Mussert en Van Geelkerken de invloedrijkste NSB'er. Hij heeft zich bij Mussert overigens meermalen beklaagd over de antisemitische richting die de NSB insloeg, want dat beschouwde hij als bedreigend voor het ideologische streven van de NSB, alsmede negatief voor electoraal succes. Nadat Meinoud Rost van Tonningen in 1936 tot de NSB was toegetreden, zouden Farwerck en hij vijanden blijven. In juni 1936 werd Farwerck de leider van de groep Der Vaderen Erfdeel, die zich in het bijzonder interesseerde voor het archeologische, Germaanse, verleden van Nederland. Deze groep gaf met ingang van 1936 het maandelijks verschijnend tijdschrift De wolfsangel uit. Aan Farwerck dankte de NSB het wolfsangel-symbool en de 'volkse' namen voor de maanden als louwmaand, wintermaand, enzovoort.
Toen er in de zomer van 1940 werd gesproken over de instelling van een Nederlandsche Kultuurraad was Farwerck een der beoogde leden. Zijn benoeming ging echter niet door, omdat hij in diezelfde periode uit de NSB werd geroyeerd wegens een vroeger lidmaatschap van de vrijmetselarij. Hij was reeds sinds 1934 geen officieel lid van de vrijmetselarij meer, maar in nationaalsocialistische ogen bleef zijn vroeger lidmaatschap bij de loge een niet uit te wissen smet op zijn blazoen. Nadat in augustus 1940 de SD zijn woning had doorzocht (vermoedelijk op instigatie van Rost van Tonningen) en een belastende brief had gevonden, kon Mussert niet anders dan hem laten vallen.
Na de Tweede Wereldoorlog publiceerde Farwerck nog enige boeken en tijdschriftartikelen over het Nederlands verleden, esoterie en Oosterse mystiek/occultisme.